# 丘索沃伊
58°17′41″N 57°49′22″E / 58.294722°N 57.822778°E
丘索沃伊，是俄羅斯彼爾姆邊疆區的一個城市，位於丘索瓦亞河畔。2023年人口44,780人。
1878年建城，1933年設市。